# Górki Małobądzkie
Górki Małobądzkie – osiedle mieszkaniowe w Będzinie - Małobądzu (zachodnia część miasta), budowane w latach 2003-2010. Położone jest na Wzgórzach Małobądzkich, 1,5 km od centrum Będzina i 12 km od centrum Katowic. Od północy sąsiaduje z dużym osiedlem Syberka, natomiast od zachodu w pobliżu przebiega (za działkami rekreacyjnymi) droga krajowa nr  Tychy-Podwarpie (będąca częścią zbudowanej w latach 70. XX wieku "gierkówki" Katowice-Warszawa, dawniej E-75). Na wschód od osiedla rozciągają się starsze zabudowania Małobądza.

## Opis osiedla
Osiedle budowane jest w systemie TBS przez gminę Będzin oraz TBS "Dombud" z Katowic. Do końca sierpnia 2007 r.  zrealizowano ok. 70% inwestycji. Zakończenie budowy planowano na maj 2009 r., ale podjęto realizację tzw. etapu VI w rejonie ulic Topolowa-Jesionowa. Na nowy kompleks złoży się 5 budynków (8 segmentów mieszkalnych - 80 mieszkań) z zespołem podziemnych garaży. Pomiędzy budynkami nr 1 i nr 2 powstanie przedszkole oraz siedziba TBS Dombud. Planowane zakończenie inwestycji - wrzesień 2010 r.
Osiedle (zadania w ramach mieszkań na wynajem) realizowano w 8 etapach:
- zadanie nr 1 - 8 budynków (120 mieszkań) – oddane do zasiedlenia we wrześniu 2003 r. (ul. Kalinowa, Klonowa)
- zadanie nr 2 – 8 budynków (120 mieszkań) - oddane do zasiedlenia w maju 2004 r. (ul. Klonowa i Kasztanowa)
- zadanie nr 3 – 9 budynków (135 mieszkań) – oddane do zasiedlenia w grudniu 2004 r. (ul. Kasztanowa i częściowo Jesionowa)
- zadanie nr 4 – 2 budynki (105 mieszkań)  – oddane do zasiedlenia we wrześniu 2006 r.
- zadanie nr 5 – 2 budynki (75 mieszkań) –  oddane do zasiedlenia w maju 2006 r.
- zadanie nr 6 - 3 budynki (81 mieszkań) – oddane do zasiedlenia we wrześniu 2007 r.
- zadanie nr 9 – 4 bloki (120 mieszkań) przy ul. sierż. Załogi – oddane do zasiedlenia w czerwcu 2009 r.
- zadanie nr 10 - 4 bloki (120 mieszkań) przy ul. sierż. Załogi - oddane do zasiedlenia w lipcu 2009 r.

Osiedle składa się zarówno z bloków mieszkalnych (północna i środkowa część osiedla) jak i niskiej zabudowy - domów szeregowych i bliźniaków (południowa część osiedla przy ul. Brzozowej, Dębowej, Olszynowej, Grabowej, Jarzębinowej). Budynki jedno- i wielorodzinne obejmują łącznie ok. 800 mieszkań.
1 sierpnia 2010 r. uruchomiono połączeniem minibusowe (linia nr 916) ze Śródmieściem, Gzichowem, Brzozowicą i Zieloną (przystanki - Górki Małobądzkie: Lipowa, Jarzębinowa i Rolnicza).
Ze wzgórza, na którym położone jest osiedle roztacza się piękny widok na Będzin i dalsze okolice Zagłębia Dąbrowskiego.
12 lipca 2008 r. w sąsiedztwie osiedla otwarto największy obiekt handlowy miasta (13 tys. m kw.) - salon meblowy "Black Red White".

## Parafia
Najmłodsza będzińska parafia rzymskokatolicka, ustanowiona 1 października 2005 r. nosi wezwanie św. Siostry Faustyny Kowalskiej. Pierwszym proboszczem został mianowany ks. Antoni Kazior, dotychczasowy wikariusz parafii św. Jadwigi Śląskiej w Będzinie.
Parafia liczy około 1500 mieszkańców, ale docelowo ma ich być blisko 3000. Dla potrzeb parafii początkowo wynajęto obiekt po dawnych zakładach obuwniczych „ButBędzin”, gdzie zorganizowano tymczasową kaplicę. Ks. Mieczysław Miarka, dziekan dekanatu będzińskiego, wyposażył ją m.in. w tabernakulum, ławki, ołtarz, kielich, ornat. Z powodu wysokich kosztów wynajmu pomieszczeń, w centrum osiedla wybudowano nową kaplicę, w której pierwsze nabożeństwo odbyło się 30 września 2007 r. Kaplica św. Faustyny została poświęcona przez ks. biskupa Adama Śmigielskiego w uroczystość odpustową, 7 października 2007 r.

## Ulice
- Brzozowa
- Dębowa
- Grabowa
- Jaworowa
- Jarzębinowa
- Jesionowa
- Kalinowa
- Kasztanowa
- Klonowa
- Lipowa
- Olszynowa
- Rolnicza
- Topolowa
- Wierzbowa
- Załogi, sierż. Grzegorza